# Libnotes (Libnotes) grammoneura
Libnotes (Libnotes) grammoneura is een tweevleugelige uit de familie steltmuggen (Limoniidae). De soort komt voor in het Australaziatisch gebied.